# نظام عد خماسي
نظام العد الخماسي (بالإنجليزية: Quinary) هو نظام عد ذو رقم أساس 5، ويسمى هذا النظام عد خماسي وهي من الأنظمة الخاصة أي أنها ليست شائعة في استخدامها كثيراً في أنظمة العد لتحويلها إلى نظام عد آخر.

## أمثلة تطبيقية
- 4 + 1 = 10
- 2 + 3 = 10
- 5 + 0 = 10
- 3 + 3 = 11
- 10 + 10 = 20
- 20+ 20 = 40
- 30 + 30 = 110
- 4 + 3 = 12